# Falce (attrezzo)

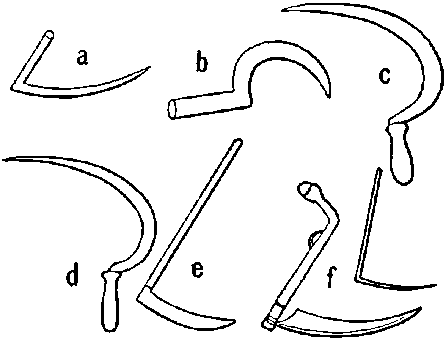
Diverse forme della falce e delle sue varianti minori, come il falcetto

La falce è un attrezzo manuale dotato di lama ricurva e manico in legno, utilizzato in agricoltura e nel giardinaggio per tagliare l'erba. Con questo termine si possono intendere due attrezzi distinti:
- Falce fienaia o frullana: attrezzo a due mani con una lama arcuata lunga da 60 a 90 cm, fissata perpendicolarmente ad un manico lungo da 140 a 160 cm dotato di due impugnature, una a mezza altezza e l'altra all'estremità opposta alla lama;
- Falcetto, falciola o messoria: attrezzo ad una mano per recidere gambi di cereali o erba.

## Storia

Falce:
1) Punta
2) Falce
3) Lama
4) Tallone
5) Codolo
6) Anello/camicia
7) Gambo
8) Manopole

La falce è apparsa in Europa a partire dal XII secolo. Il suo utilizzo è molto diminuito dopo la comparsa delle falciatrici meccaniche.

## Utilizzo

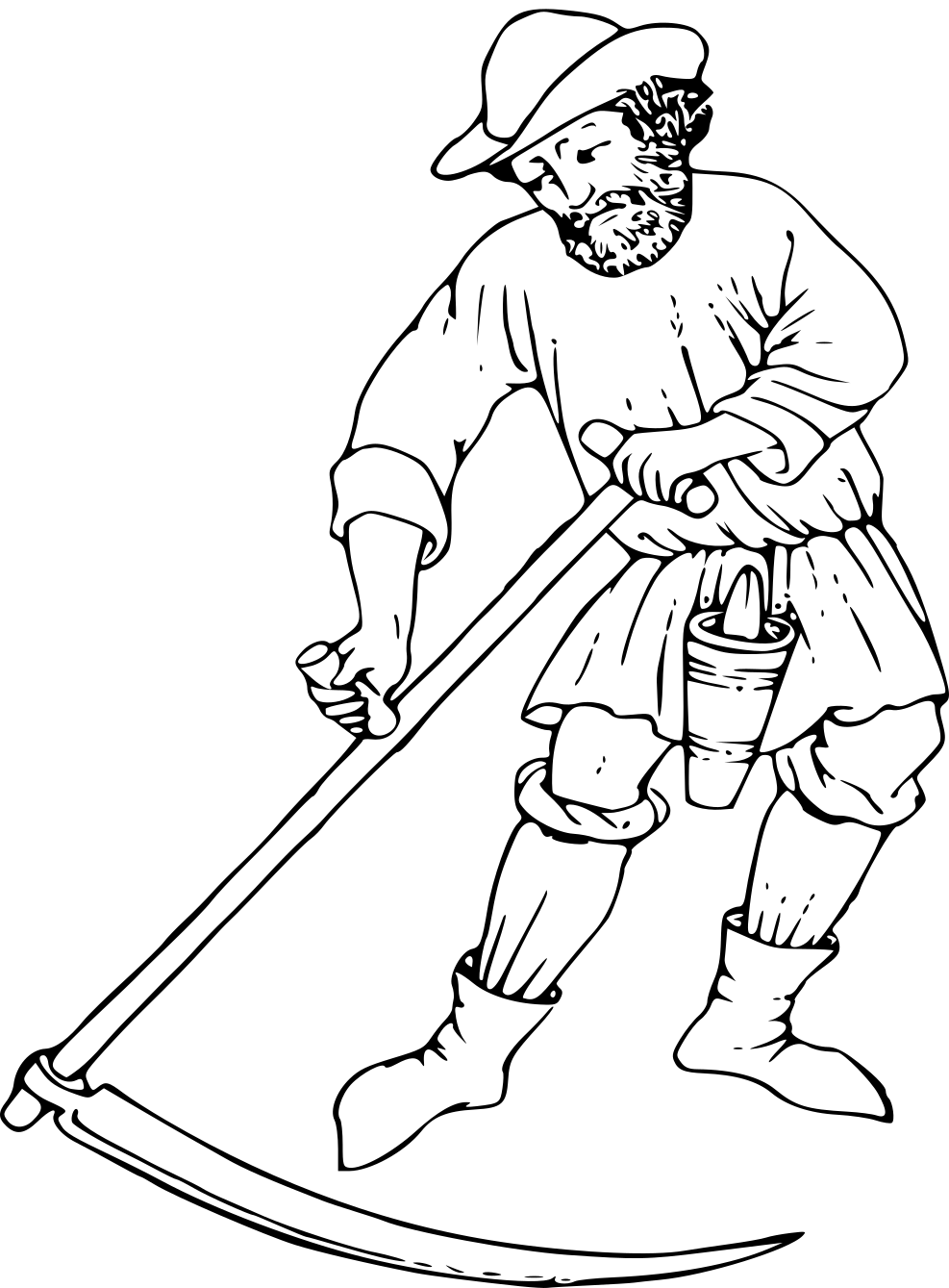
Uomo che utilizza una falce

L'utilizzo della falce richiede una tecnica specifica acquisibile con un lungo apprendimento. Si tratta di effettuare un bilanciamento regolare delle due braccia muovendo orizzontalmente la lama all'altezza voluta con un particolare ritmo oscillatorio.
Il falciatore deve di frequente affilare la lama dell'attrezzo utilizzando la pietra di cote e di tanto in tanto assottigliare l'attrezzo battendone il filo con un apposito martello su una piccola specifica incudine.

## Simbolismo
La falce è l'attrezzo simbolicamente associato alla morte, spesso rappresentata con la falce e chiamata la grande falciatrice.